# 樹下石上
樹下 石上（じゅか せきじょう、生没年不詳）とは、江戸時代の浮世絵師、戯作者。

## 来歴
師系不明。姓は梶原、名は成節。俗称は五郎兵衛。石上、樹下山人、市中山人、市中散人、百斎久信、荷葉堂と号す。山形藩藩士で鍜治橋に住む。作画期は寛政から文化の頃にかけてで、錦絵、黄表紙や合巻などの草双紙の挿絵を描き、またその作を成した。

## 作品
- 『石上三之助辛抱』　黄表紙　※寛政3年（1791年）刊行。自画作
- 『市土産於多福神』　黄表紙　※寛政5年刊行
- 『旨趣向棚牡丹餅』　黄表紙　※寛政6年刊行
- 『武田勝頼一代記』　※享和元年（1801年）刊行
- 『福来雀金出来秋』　黄表紙　※享和3年刊行。石上作、歌川豊広作画
- 『仇撃錦誰袖』　黄表紙　※文化元年（1804年）刊行。同上
- 『福来笑門松』　合巻　※文化5年（1808年）刊行。素速斎恒成作
- 『奇談立山記』　合巻　※文化6年（1809年）刊行。素速斎作
- 「道行情水上」　大判錦絵
- 「恋娘昔八丈」　大判錦絵
- 「ふくろうに雀」　大判錦絵
- 「巻紙をなめる花魁」　大判錦絵
- 「若衆と花魁」　大判錦絵
- 「潮来節　手なへさけたり」　大判錦絵